# Dae Won-ui
Dae Won-ui (hangeul : 대원의 ; hanja : 大元義) (mort en 793) est le quatrième roi du royaume de Balhae en Corée. Il a régné pendant moins d'un an en 793.